# زاوية مجسمة

تمثيل رسومي لدرجة 1 ستراديان

الزَاوِيَة المُجَسَّمَة هي زاوية في الفضاء الثلاثي الأبعاد، تقيس الحجم الظاهري لجسم من قبل مراقب من نقطة معينة في الفضاء. فجسم فراغي صغير قريب قد يبدو بحجم جسم كبير بعيد من الناظر.
الزاوية الصلبة تتناسب مع مساحة السطح S، لمسقط الجسم على كرة متمركزة عند نقطة المراقبة، مقسومة على مربع شعاع تلك الكرة، R، بالعلاقة:
Ω = k S/R2
حيث:
- Ω هي الزاوية الصلبة
- S مساحة سطح مسقط الجسم على كرة متمركزة عن نقطة المراقبة (مساحة قاعدة المخروط)
- R نصف قطر الكرة
- k عامل تناسب.

علاقة الزاوية الصلبة بسطح الكرة، مشابهة لعلاقة الزاوية بمحيط الدائرة.
كل الاختلاف ينحصر في كون الزاوية العادية مسطحة، أما الزاوية الصلبة فهي فراغية.
إذا اختير عامل التناسب مساويًا للواحد، تكون عندها وحدة الزاوية الصلبة وفق النظام الدولي للوحدات هي ستراديان وتختصر (sr). وهكذا تكون الزاوية الصلبة لكرة مقاسة من نقطة في داخلها هو 4π sr، والزاوية الصلبة الناتجة في مركز مكعب بالنسبة لأحد أضلاعه هي سدس هذه القيمة أي 2π/3 sr.